# Jarrod Bowen
Jarrod Bowen (Leominster, Anglia, 1996. december 20. –) angol labdarúgó, a West Ham United csatára.

## Pályafutása

### Klubcsapatokban
Bowen az időközben megszűnt Hereford United ifiakadémiáján kezdett el futballozni. Már 16 éves korában felkerült az első csapat keretéhez, miután rendszeresen remekül teljesített az ifik között. 2014. április 21-én megszerezte profi pályafutása első gólját, az Alfreton Town ellen, 3-2-es győzelemhez segítve csapatát. Ugyanebben az évben a Hereford csődeljárás alá került. Ekkor Bowen a Hull Cityhez szerződött, hogy befejezhesse tanulmányait. Miután az U18-as és U21-es csapatban is jól teljesített, 2016. augusztus 23-án lehetőséget kapott az első csapatban is, egy Exeter City elleni Ligakupa-mérkőzésen.
2016. november 7-én új, két évre szóló szerződést írt alá a klubbal. 2017. augusztus 5-én szerezte meg első gólját a Hullban, az Aston Villa elleni 1–1-es döntetlen alkalmával. A 2017–18-as szezonban 15 góljával csapata legeredményesebb játékosa volt. Az idény végén a klub szurkolói az év játékosának választották.
2018 decemberében a hónap játékosának jelölték a Championshipben, 2019 januárjában meg is nyerte a díjat. 2019 márciusában a szezon csapatába jelölték, 22 találatával a 2018–19-es idényben is csapata legeredményesebb játékosa lett és újból megválasztották a szezon játékosának. 2020 januárjában a Premier League-ben szereplő West Ham United igazolta le, körülbelül 22 millió euróért.
Új csapatában csereként mutatkozott be néhány héttel az átigazolása után, egy Manchester City elleni mérkőzésen. Nem kellett sokat várni az első góljára az új együttesében, hiszen Február végén, a Southampton Ellen betalált, az első meccsén amin kezdő volt. A szezon végéig 13 mérkőzésen lépett pályára, ebből 11-ben kezdőként, és gólja mellé négy gólpasszt is adott.
A 2020/21-es szezonban fontos szerepet játszott csapata sikereiben. A bajnokságban való hatodik helyezés a Wes Ham legjobbja volt több mint húsz éve, valamint az Európa Ligába való kijutás is járt vele. Bowen mind a 38 bajnoki mérkőzésen pályára lépett, 30-szor a kezdő 11-ben volt nevezve. E szezonban 8 gólt szerzett és 5 gólpasszt adott.
A 2021/22-es szezonra alapemberré vált, több mint négyezer percet töltött a pályán. Ez a szezon is jól sikerült, a West Ham hetedik lett a bajnokságban, az Európa Ligában pedig az elődöntőig meneteltek. 18 góljával házi gólkirály lett és 11 gólpasszal is hozzájárult csapata sikereihez.
A 2022/23-as szezon a bajnokságban kevésbé volt sikeres, csupán a 14.-ik helyet sikerült csapatával elérniük, azonban Bowen mindvégig a csapat húzóemberei közé tartozott, 6 gólt és 5 öt gólpasszt szerzett. Az Európai porondon azonban sokkal sikeresebbek  voltak, az Európai Konferencia Ligát veretlenül nyerték meg, ami a fiatal sorozat történetében még csak ennek a csapatnak sikerült. A döntőben emlékezetes gólt szerzett Bowen, a 90.-ik percben szerezte meg csapatának a győzelmet. Az európai menetelés során 6 gólt és 2 gólpasszt szerzett.
A 2023/24-as szezon első fele remekül sikerült, csapata decemberben a bajnokság hatodik helyen állt, az Európa Liga csoportköréből pedig elsőként jutottak tovább. A szezon második felében viszont rossz eredmények születtek, így kilencedikként zárták az idényt. Az Európa Ligában habár a nyolcaddöntőben továbbjutottak, a negyeddöntőben búcsúztatta őket az idényben addig veretlen Bayer Leverkusen.Bowen formája azonban kitartott a szezon végéig, 20 gólt lőtt, a legtöbbet csapatában, illetve 10 gólpasszt osztott ki. A csapat szurkolói a szezon játékosának szavazták.

## Sikerei, díjai

### Klub
- West Ham United
  - UEFA Konferencia Liga: 2022–2023[17]
  - Hammer of the year (év játékosa): 2024